# Irlandzka Armia Republikańska
Irlandzka Armia Republikańska (ang. Irish Republican Army, IRA, irl. Óglaigh na hÉireann) – tajna irlandzka organizacja wojskowa o charakterze lewicowo-nacjonalistycznym. Walczyła o wyzwolenie Irlandii spod rządów brytyjskich, a później o zjednoczenie Irlandii Północnej i Irlandii.

## Historia

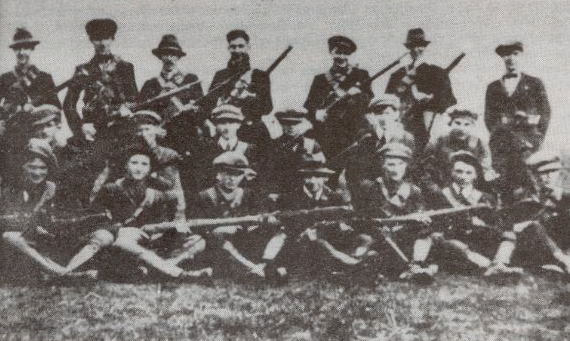
Oddział IRA w 1921 roku

Powstała w wyniku fuzji Irlandzkich Ochotników z Irlandzką Armią Obywatelską w 1916 roku. Po zakończeniu powstania wielkanocnego stanowiła wojskowe skrzydło irlandzkiego ruchu niepodległościowego. Celem formacji było wówczas odłączenie Irlandii od Wielkiej Brytanii. W latach 1919–1921 IRA prowadziła z Brytyjczykami wojnę o niepodległość. Niepodległość Irlandii stała się faktem w 1921 roku. Poza granicami państwa irlandzkiego znalazła się Irlandia Północna – odtąd celem IRA było włączenie regionu do reszty kraju.
W 1922 roku doszło do podziału IRA. Część członków formacji przystąpiła do regularnego irlandzkiego wojska, reszta, domagając się rewizji brytyjsko-irlandzkiego traktatu z 1921 roku, wywołała wojnę domową. Radykalne skrzydło IRA określane było jako nieregularna IRA. W 1923 roku wojna zakończyła się porażką nieregularnej IRA. Pokonana formacja powróciła do pierwotnej nazwy i zaangażowała się w działalność polityczną w Irlandii i Irlandii Północnej. Politycznym skrzydłem ugrupowania była partia Sinn Féin. 
W latach 30. członkowie IRA brali udział w hiszpańskiej wojnie domowej, w której poparli republikanów. W 1934 r. od IRA oderwał się marksistowski Kongres Republikański. W 1936 r. IRA została zdelegalizowana po serii zamachów.
W styczniu 1939 r. IRA wznowiła antybrytyjską kampanię terrorystyczną. W trakcie II wojny światowej podjęła się bezowocnej współpracy z III Rzeszą.
W 1956 r. IRA rozpoczęła „Operację Żniwa“ atakując szereg celów w Irlandii Północnej, jednak wobec niewielkiego odzewu katolickiej ludności Ulsteru zakończyła ją w 1962 r.
Rozpadła się w 1969 roku. Większość dotychczasowego kierownictwa IRA przystąpiło do umiarkowanej Oficjalnej IRA (OIRA). Radykalni rozłamowcy założyli Prowizoryczną IRA (PIRA), która zdominowała irlandzki ruch republikański. Członkowie Oficjalnej i Prowizorycznej IRA wzajemnie się zwalczali.
Wobec narastającego od czerwca 1968 r. napięcia między ludnością katolicką i protestancką w Ulsterze w sierpniu 1969 r. IRA postanowiła włączyć się w konflikt. 30 stycznia 1972 roku brytyjskie służby krwawo stłumiły protest republikanów w Londonderry. W masakrze, która przeszła do historii jako krwawa niedziela, zginęło 13 osób. Wydarzenie stanowiło iskrę zapalną do nasilenia się konfliktu w Irlandii Północnej. Po stłumieniu protestów Prowizoryczna IRA rozpoczęła serię zamachów terrorystycznych, których obiektem stali się brytyjscy policjanci, żołnierze, urzędnicy i lojaliści. 
W kolejnych latach z PIRA wyłamały się Kontynuacja IRA (CIRA) i Prawdziwa Irlandzka Armia Republikańska (RIRA). 
W latach 90. PIRA rozpoczęła negocjacje pokojowe z brytyjskim rządem. W lipcu 2005 roku ogłosiła zakończenie walki zbrojnej i zapowiedziała kontynuowanie walki tylko metodami politycznymi. We wrześniu 2005 roku zakończył się proces rozbrojenia PIRA kontrolowany przez Międzynarodową Niezależną Komisję Rozbrojeniową.
Działalność terrorystyczną kontynuują CIRA i RIRA oraz Nowa IRA.

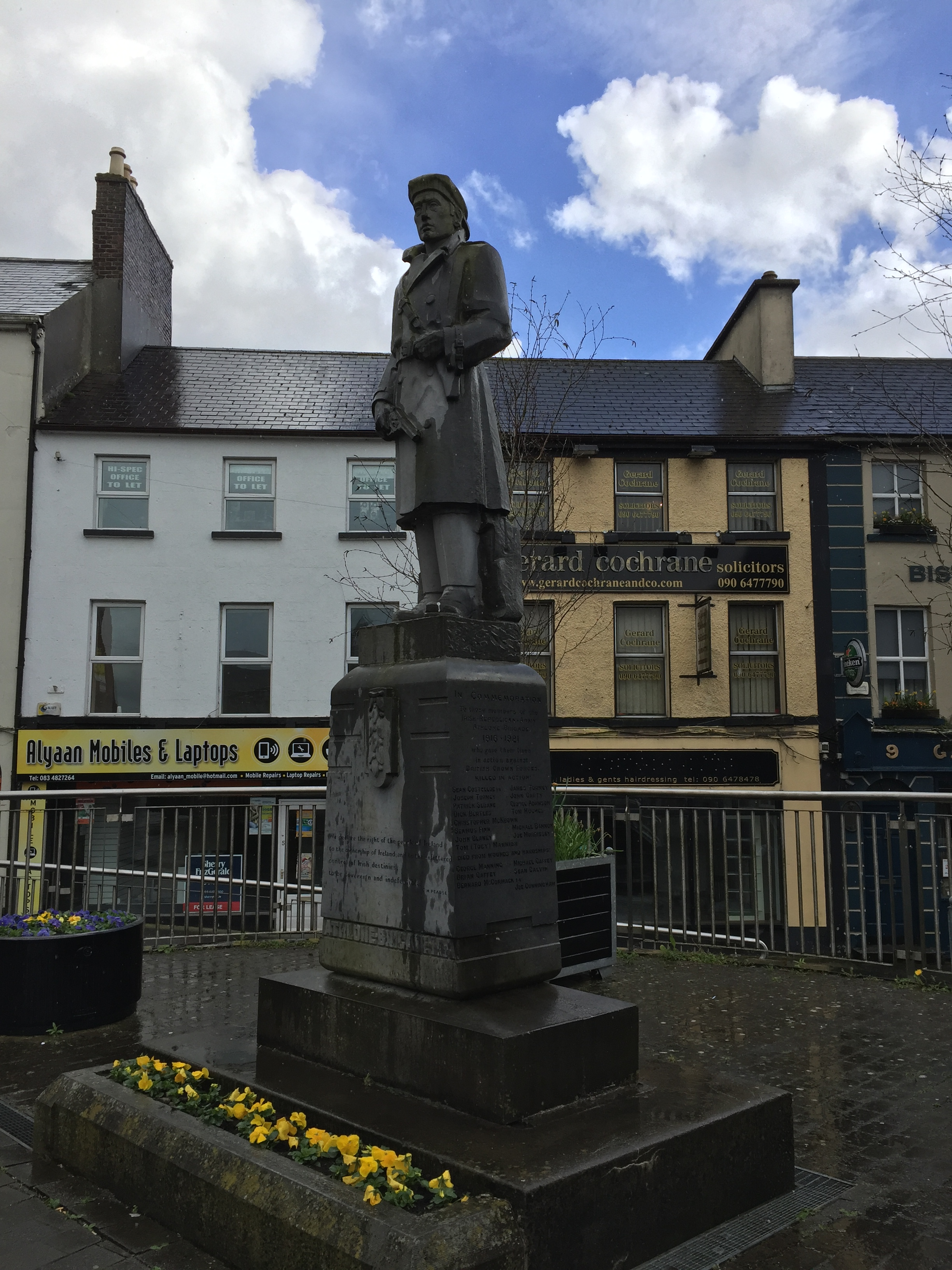
Pomnik poświęcony bojownikom IRA z lat 1916–1921 w Athlone

## Ideologia
Była formacją nacjonalistyczną o lewicowym zabarwieniu. Do 1921 roku jej celem było wyzwolenie Irlandii spod rządów brytyjskich, a od 1921 roku zjednoczenie Irlandii Północnej i Irlandii.